# Sol LeWitt

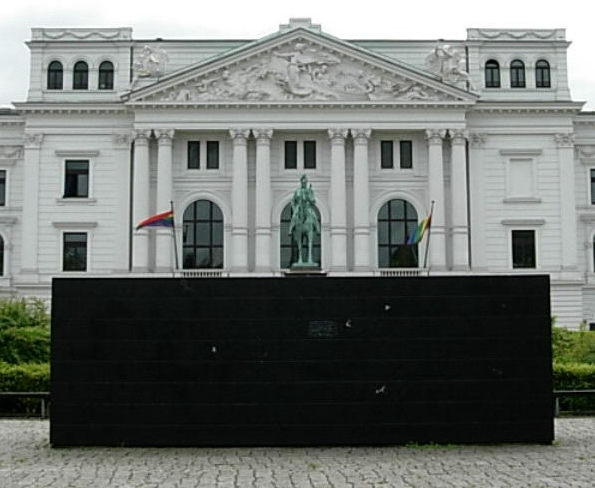
LeWitts Black Form Dedicated to the Missing Jews utanför rådhuset i Altona i Hamburg.

Sol LeWitt, född 9 september 1928 i Hartford i Connecticut, död 8 april 2007 i New York i New York, var en amerikansk konstnär. Han verkade i huvudsak inom minimalism och konceptkonst. I hans verk hittar man bland annat hans minimalistiska installationer av kuber i olika former, till exempel det kända verket "Incomplete cube".